# 近江鉄道
近江鉄道株式会社（おうみてつどう）は、滋賀県彦根市に本社を置き、滋賀県東部で運輸業（鉄道事業・バス事業）などを営む企業。西武鉄道の完全子会社で西武グループの一社である。

## 概要

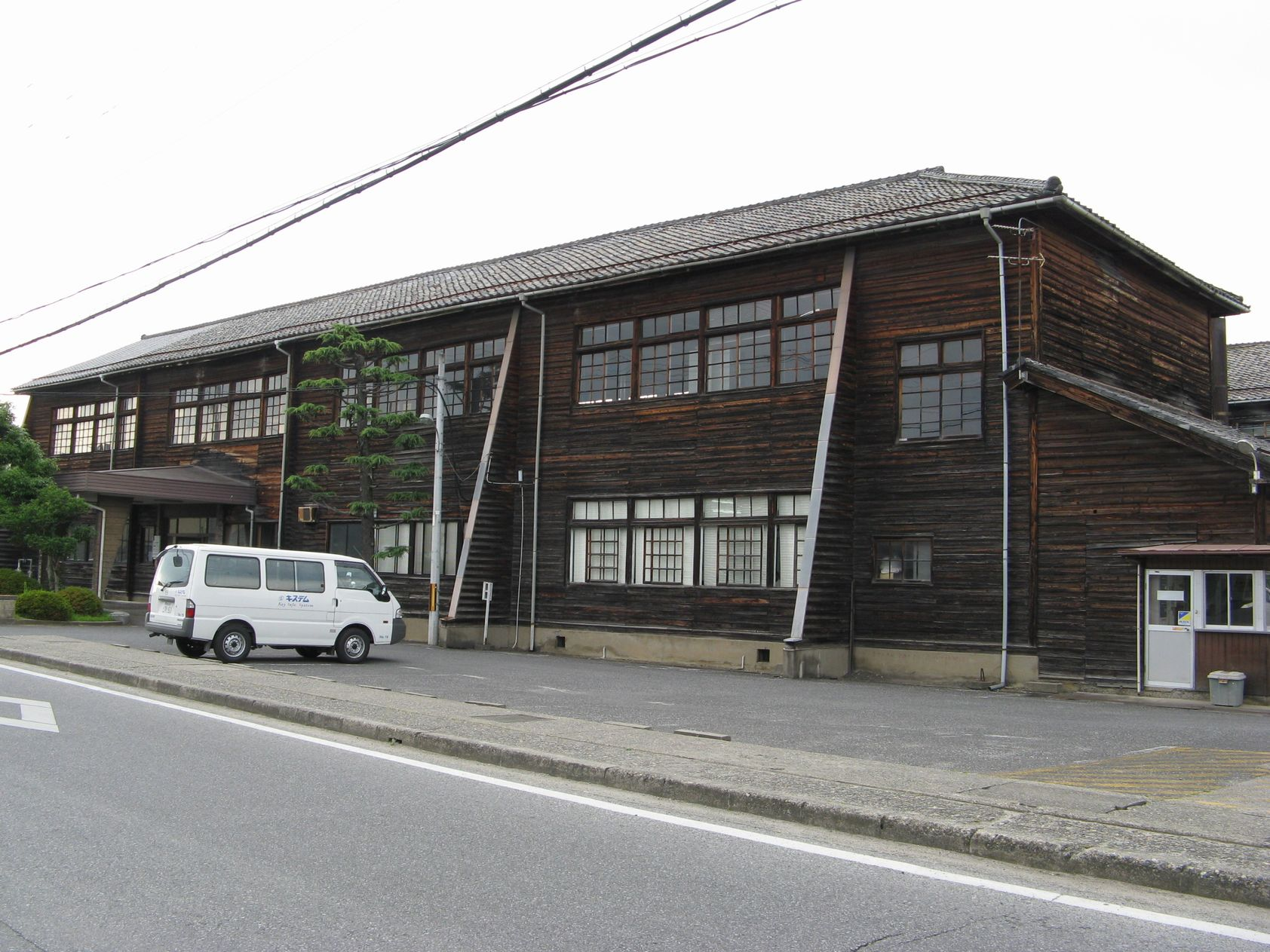
旧本社社屋
2010年に解体されたため、現存しない。

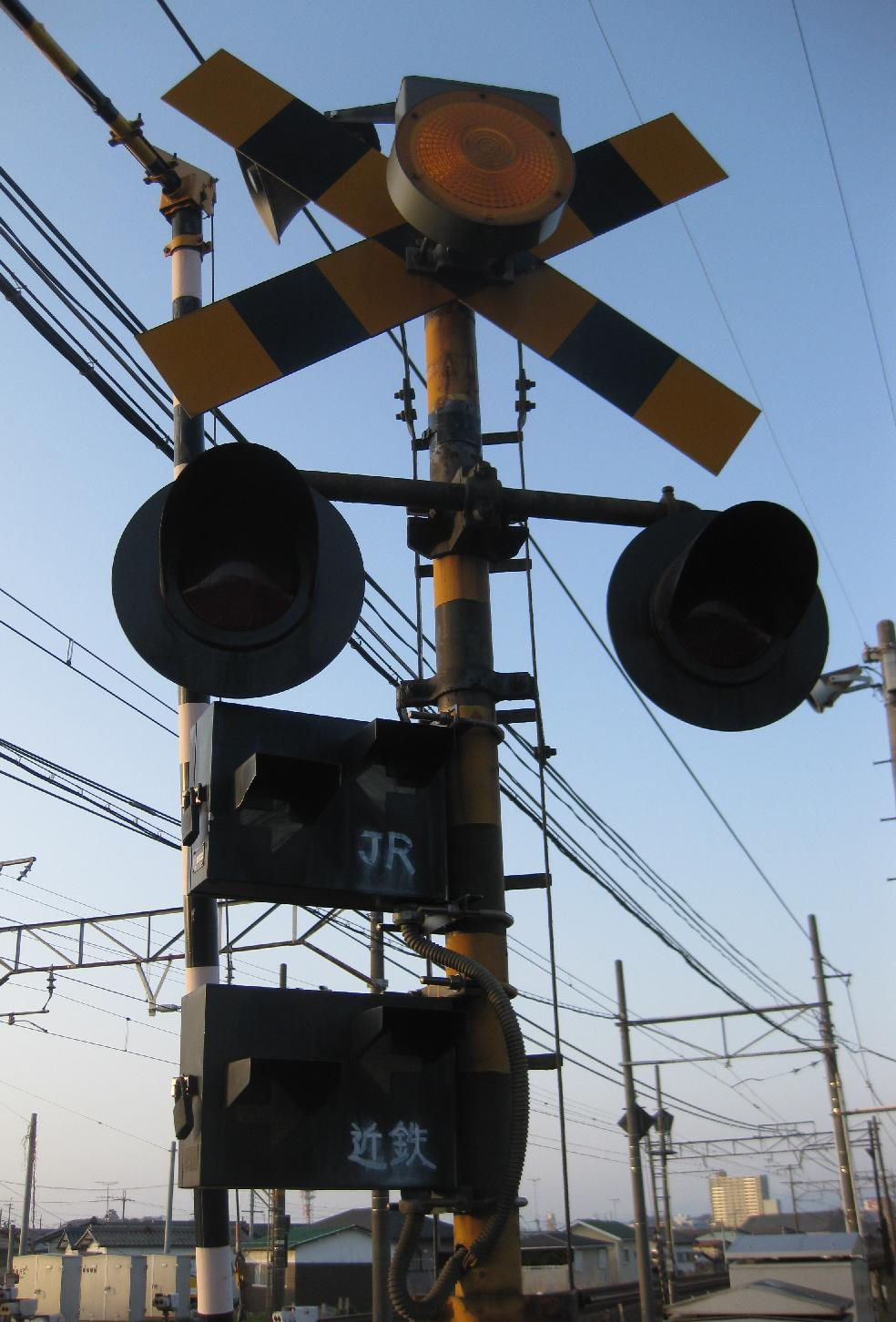
「近鉄」と表記された踏切
（彦根市芹川町）

滋賀県下で最古の私鉄である。近隣の鉄道会社やバス会社などと何度か合併を行ったほか、親会社が2度にわたり変遷しているが、社名は会社設立時から一切変更されていない。明治期に発足した日本の私鉄のうち、創立以来社名を一度も変更せずに存続しているのは近江鉄道のほか東武鉄道と島原鉄道がある。
かつて近江鉄道の略称として「近鉄」が使われ、読み方は「きんてつ」であった。しかし、1944年の近畿日本鉄道発足後、次第に「近鉄」は同鉄道およびそのグループ会社の略称として使われるようになり（1950年に正式な略称となる。「近畿日本鉄道#社名」も参照）、近江鉄道を「近鉄」と呼ぶのは年配の近江鉄道沿線住民に限られるようになった。現在では近畿日本鉄道と混同する「近鉄」は避けられ、行政や新聞など硬い文脈で用いられる際は略記されない。くだけた愛称としては「ガチャコン電車」が定着、比較的若い世代を中心に「ガチャ」とも略されている。「ガチャコン」の愛称は電車の走行音に由来する。
ただし、上記略称の件はあくまで記述上のことであり、会話などにおける口語表現上の順当な略称には以前より「おうてつ」があり、こちら視点では特に弊害なく使われている。
滋賀県出身の西武グループ創業者堤康次郎率いる箱根土地（後のコクド、現在のプリンスホテル）の経営傘下に入った1943年以来、一貫して西武グループの会社であるが（詳細後述）、昭和までは西武鉄道以外の私鉄からの譲渡車両も導入し、自社オリジナル車も製造していた（詳しくは各車両の項目を参照）。平成に入り、車両が大形化されると、元西武401系電車など西武鉄道の中古車両を種車とする改造車両を主力とした。バスと一部の鉄道車両には西武鉄道系列の企業らしくライオンズカラーやレオマークが施されている。また、社員が西武ライオンズ（当時）の応援にかり出されたことがある。1985年の日本シリーズで、兵庫県西宮市の阪神甲子園球場では地元阪神タイガースの応援が圧倒的であり、座席の確保もままならない状況で、ライオンズファンを球場内に少しでも多くアピールするため、地理的に近い同社社員が駆けつけたものである。なお、この時の成績はライオンズの2勝1敗であった。また、シーズン中のライオンズの関西遠征に伴うバス（ライオンズカラー、レオ・マーク付）による選手送迎も行う。
彦根駅前の本社から仮移転後は、2010年3月まで旧本社社屋は彦根市立東中学校だった建物（木造校舎）を使っていた。

### 経営状況について
2017年12月、鉄道事業を単独で維持するのが困難になるとして、沿線自治体などに協議を求めていることが明らかになった。鉄道事業は1994年以来営業赤字が続き、2016年度には過去30年で最大の約3億円の赤字を計上している。2018年12月には近江鉄道から経営状況が公表されている。
2019年2月4日、鉄道事業赤字問題で、鉄道の存廃について検討している滋賀県と沿線5市5町の会合が東近江市役所で開催され、地域公共交通活性化再生法に基づく法定協議会を、10月に設置する方針が示された。その後、自治体の支援により存続した場合とバス転換した場合の比較検討を実施した結果、2020年3月に全線の存続が決定した。
その後、運営方法の検討が行われ、2024年度の上下分離方式への移行が決まり。運行は近江鉄道が引き続き担い、施設は県と沿線10市町で構成される一般社団法人近江鉄道線管理機構が保有・管理することととなった。2024年4月1日より、「上下分離」によって従来の近江鉄道線の資産は近江鉄道線管理機構に移管され、近江鉄道は鉄道事業の運営のみを行う（第二種鉄道事業者）形態に移行した。
2024年12月14日に近江鉄道の鉄道事業は9500万円の黒字で、鉄道事業としては31年ぶりに黒字転換したことが報じられた。
2025年、社員の労働意欲や定着率向上を目的として、入社後5年を経た社員への「株式給付制度」（西武ホールディングスの株式を50株ずつ給付）を導入した。

## 歴史

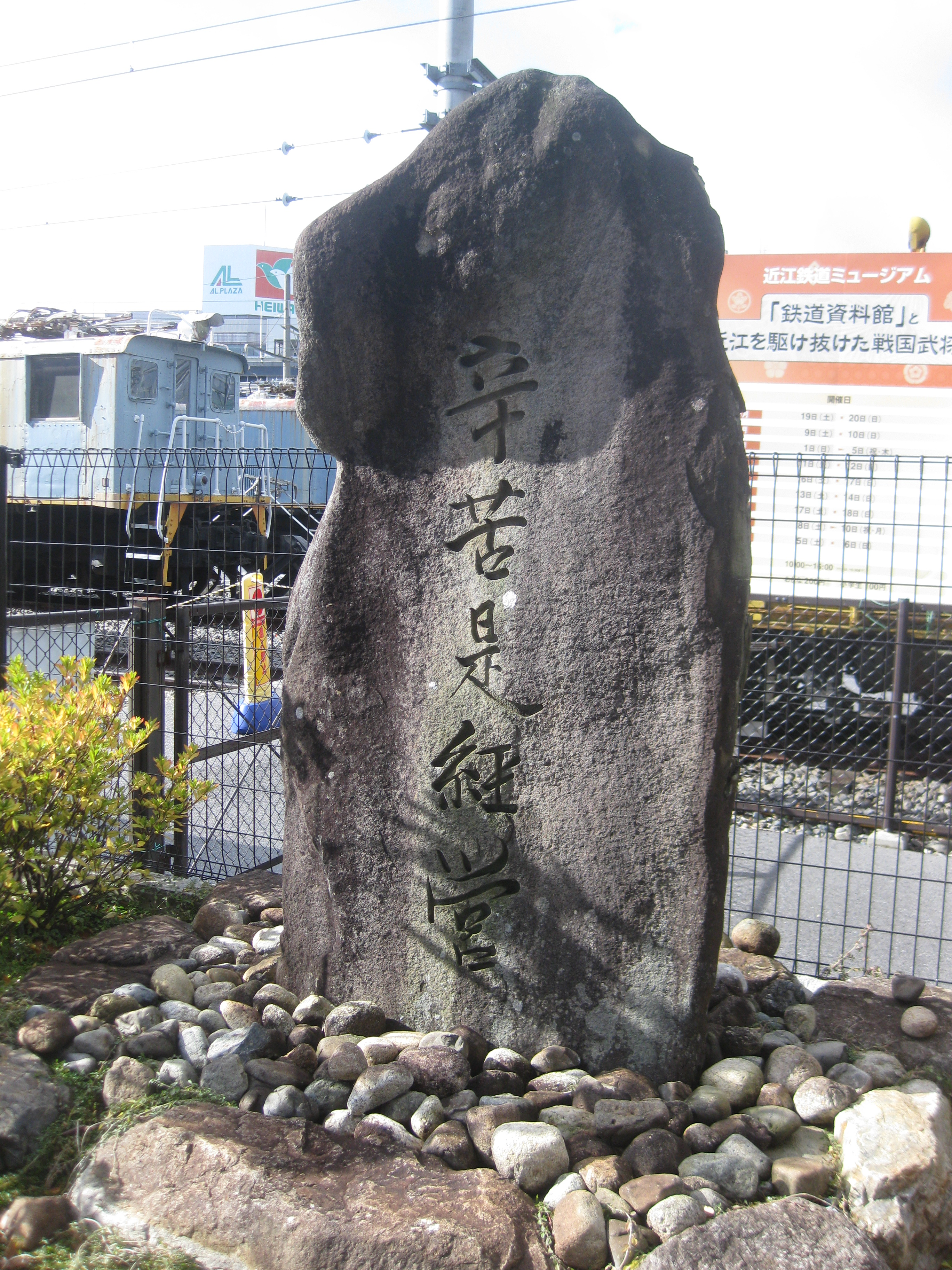
西村捨三（旧彦根藩士、近江鉄道元役員）が残した、本社脇にある「辛苦是経営」の石碑。

滋賀県東部では1889年（明治22年）に官設鉄道（現・東海道本線）が開通し、翌1890年（明治23年）には関西鉄道草津駅 - 四日市駅間が全通した。しかし湖東平野内陸部（愛知郡・神崎郡・蒲生郡の大部分）は両鉄道ルートから外れたため、湖東平野を縦断して官設鉄道彦根駅と関西鉄道深川駅（現甲南駅）を結ぶ鉄道計画が持ち上がった。旧彦根藩士族と有力近江商人を中心に近江鉄道株式会社が設立され、初代社長には地元の名士であった大東義徹が就任。1896年（明治29年）6月に会社設立認可および鉄道敷設免許が下り、同年9月から鉄道建設工事が開始された。建設工事では、後に関西鉄道社長に就任する工学博士白石直治が敷設工事の監督顧問にあたった。彦根 - 愛知川間が1898年（明治31年）に開業し、1900年（明治33年）に彦根 - 貴生川（当初の計画から変更）間が開通した。関西鉄道と近江鉄道の縁は深く、関西鉄道設立の発起人阿部市郎兵衛は、近江鉄道第三代社長を務めた。
近江鉄道は会社設立当初から日清戦争による資材高騰により資金難に悩まされた。終着駅が深川から貴生川に変更されたのも、距離の短縮によって建設工事費を削るためであった。1898年（明治31年）1月に西村捨三が代表取締役を辞任した際には「辛苦是経営」という教訓を残しており、現在も近江鉄道本社ビル脇にこの言葉を刻んだ石碑が立てられている。前年に大阪築港初代事務所長となり、大阪市年間予算の230倍に相当する巨額な大阪港築港資金の海外調達に走り回り、工事の指揮をしつつ、近江鉄道を見守り続けた西村にとっても近江鉄道の経営は辛苦であった。
一部の沿線住民から「近鉄」をもじって「貧鉄」とあだ名されたり、「上り列車は『借金々々』とはしり、下り列車は『足らん足らん』と走る」と冷やかされたりしたこともあるという。
1926年（大正15年）には電化のため、電力会社の宇治川電気（関西電力の前身の一つ）の系列に入った。その後太平洋戦争中の電力統制政策に伴い宇治川電気は鉄軌道事業を手放し、1943年（昭和18年）に近江鉄道沿線の愛知郡八木荘村（現在の愛荘町）出身の堤康次郎率いる箱根土地（後のコクド、現在のプリンスホテル）の経営傘下に入った。その縁もあり、堤康次郎の長男・堤清が近江鉄道の社長を務めていたこともあった。
1944年（昭和19年）、戦時統合によって八日市鉄道を合併して八日市線としたが、その一部である新八日市 - 御園間（御園線または飛行場線とも呼ばれた）は1948年（昭和23年）に休止され、1964年（昭和39年）に廃止された。

### 沿革
- 1889年 (明治24年）：琵琶湖沿いに米原 - 京都間に官設鉄道（現在の東海道本線）が開業するも近江商人の地を通らず。
- 1893年（明治26年）
  - 3月：元彦根藩士西村捨三が農商務次官を退官。日野商人が独自に鉄道を期成しようとしている話を聞きつけ、米原駅経由で北陸線から伊勢を結ぶ構想を持ちかける[25]。
  - 11月8日：彦根で近江鉄道株式会社設立発起人会を開催。
  - 11月15日：44人の発起人（日野商人地域17、旧彦根藩士11、湖東地域8、水口地域8）[25]が近江鉄道株式会社創設願書を提出。
- 1895年（明治28年）12月24日：近江鉄道株式会社創立総会を開催し、初代社長に大東義徹を選出。
- 1896年（明治29年）6月16日：近江鉄道株式会社を設立。
- 1897年（明治30年）：西村捨三が大阪築港事務所初代所長に就任しつつ近江鉄道を見守る。
- 1898年（明治31年）
  - 1月：西村捨三が近江鉄道代表取締役を退任。
  - 6月11日：彦根 - 愛知川間が開業。
- 1900年（明治33年）12月28日：彦根 - 貴生川間が開通。
- 1912年（明治45年）4月10日：彦根車庫で火災が発生。客車12両、貨車5両が焼失し、21,000円余の損害を被る[26]。
- 1914年（大正3年）3月8日：多賀線が開業。
- 1926年（大正15年）10月1日：宇治川電気の系列となる。
- 1931年（昭和6年）3月15日：米原 - 彦根間が開業し本線が全通。
- 1942年（昭和17年）：国家総動員法に基づく配電統制令により宇治川電気が解散。
- 1943年（昭和18年）5月10日：箱根土地の経営傘下に入る。
- 1944年（昭和19年）
  - 3月1日：八日市鉄道株式会社を合併。八日市線となる。
  - 12月：タクシー事業を開始。
- 1948年（昭和23年）8月1日：新八日市 - 御園間を休止する（1964年（昭和39年）に廃止）。
- 1964年（昭和39年）11月：宅地分譲（八日市）不動産事業を開始。
- 1972年（昭和47年）9月：観光、開発、不動産事業を近江開発株式会社に営業譲渡。
- 1973年（昭和48年）6月：バス、貸切バス事業を近江バス株式会社に営業譲渡。
- 1975年（昭和50年）6月：ハイヤー部門を長浜近江タクシー株式会社ほか6社に営業譲渡。
- 1983年（昭和58年）4月：近江観光株式会社を合併。
- 1986年（昭和61年）
  - 4月1日：八日市 - 貴生川間にレールバス（LE-10形）を導入。
  - 4月：近江バス株式会社を合併。
- 1988年（昭和63年）3月12日：貨物営業を全廃。
- 1996年（平成8年）：レールバスを廃止。
- 1998年（平成10年）6月13日：八日市線の快速で700系電車「あかね号」の運転を開始。
- 2002年（平成14年）3月23日：本線・多賀線で自転車を車内に持ち込めるサイクルトレインの運行を開始（5月から通年運行に）。
- 2003年（平成15年）3月：大津営業所管内の一部路線バス（立命館大学方面）にて「近江鉄道バスICカード」の供用を開始（他の路線でも順次供用）。
- 2007年（平成19年）3月21日：彦根駅構内に近江鉄道ミュージアム開館[27][28]。
- 2010年（平成22年）3月19日：彦根市古沢町（現、駅東町）に本社ビルを竣工。
- 2013年（平成25年）
  - 6月14日：本線・八日市線で900形電車「淡海号」の運転を開始。
  - 12月17日：八日市線で100形電車「湖風号」の運転を開始。
- 2015年（平成27年）3月13日：220形電車の定期運用を終了。
- 2016年（平成28年）2月29日：西武鉄道の完全子会社となる[29][30][3]。
- 2018年（平成30年）12月8日：近江鉄道ミュージアム閉館[28][31][32][33]。
- 2019年（令和元年）
  - 11月2日：八日市駅構内に近江鉄道ミュージアム開館[34][35]。
  - 11月16日：地域住民との対話促進を図るため、近江鉄道みらいファクトリー活動開始[36]。沿線3箇所でタウンミーティングを開催。
- 2020年（令和2年）8月1日：300形電車の運転を開始[37][38]。
- 2021年（令和3年）
  - 2月1日：元若桜鉄道社長・現日本鉄道マーケティング代表の山田和昭が構造改革推進部に就任し[39]、沿線学校・企業との情報交換から地域連携施策を推進[40]。
  - 3月27日：路線バスと一部路線を除くコミュニティバスにおいて「ICOCA」などの全国相互利用サービスに対応した交通系ICカードが利用可能となる[41][42]。
  - 3月31日：「近江鉄道バスICカード」の取扱終了[41]。
  - 12月27日：沿線人気デニムブランドとのコラボレーションでデニムコラボ1日乗車券の発売、駅員のデニムジャケット着用等で八日市をデニムの街として発信すると発表[43][44]。
- 2022年（令和4年）
  - 6月28日：デニムコラボ1日乗車券490枚達成記念ヘッドマーク製作、八日市駅フロア装飾、夏制服を発表[45][46]。
  - 10月16日：近畿地方の鉄道では初めての「全線無料デイ！」を開催。コロナ禍で疲弊している沿線地域への誘客及び活性化、鉄道利用の機運醸成を期待し、当日は子ども、大人とも全線を終日運賃無料とする[47]。
    - 予想の約1万人を大幅に上回る約3万8千人の利用があり、前年度の1日当たりの輸送人員、定期外利用者数の12倍にも上った。彦根駅や八日市駅では一時入場制限が行われた。無料デイにあわせ、沿線の八日市駅周辺では出店が並び、貴生川駅近くでは田んぼアートの稲刈り体験や夜には花火を打ち上げるなど、14のイベントが行われた[48][49]。
- 2024年（令和6年）4月1日：上下分離方式により、鉄道資産を近江鉄道線管理機構に移管し、当社は列車運行のみをおこなう形（第二種鉄道事業者）となる[15]。

## 鉄道事業

路線図

以下に挙げる本線・多賀線・八日市線の3つの路線を営業しており、全線で電気運転となっている。電車はワンマン運転で、2両編成で運行している。
かつてはコスト節減を目的にレールバス（気動車）LE10形も使用していたが、通勤通学のピーク輸送時に電車を用意しなければならず電化設備を廃止できなかったことなどからコスト節減効果が思った程大きくなく、あまりの軽量で踏切が正常に作動しないなど、小型車ゆえの弊害の方が目立ったため、導入から10年で使用を取り止めた。
主要駅である近江八幡駅や八日市駅でも1日の乗車人員は2008年度でそれぞれ2,371人、2,050人と3,000人にも満たず、JRの駅とは大きく水をあけられている。鉄道営業は赤字となっており（概要節も参照）、特に本線の連続赤字が深刻で、沿線自治体が財政支援している。
2013年3月16日のダイヤ改正から、全路線が4つの区間に分けられ、それぞれの区間に愛称とラインカラーが設定された。本線の米原・高宮間および多賀線は「彦根・多賀大社線」でラインカラーは赤、本線の高宮・八日市間は「湖東近江路線」でラインカラーは青、八日市線は「万葉あかね線」でラインカラーは緑、本線の八日市・貴生川間は「水口・蒲生野線」でラインカラーは黄である。なお、2023年に更新された車内ドア上の路線図やホームページからは愛称ではなく、正式名称の路線名が用いられている。
バス事業においては一部路線を除き、西日本旅客鉄道（JR西日本）発行のICカード「ICOCA」が導入されているが、鉄道事業では導入されていない。しかし、4駅でJR西日本の路線と接続しており、乗り換えの利便性からも利用客の要望が高くなっていることから、近江鉄道沿線地域公共交通再生協議会（会長:三日月大造滋賀県知事）が、2024年3月28日の会合で導入を提案し、鉄道事業においても2025年度に沿線自治体で開催される国民スポーツ大会までの導入を目指し検討していくことになった。

### 路線

#### 現有路線
- 本線：米原駅 - 貴生川駅 47.7 km
- 多賀線：高宮駅 - 多賀大社前駅 2.5 km
- 八日市線：近江八幡駅 - 八日市駅 9.3 km

#### 廃止路線
- 八日市線：新八日市駅 - 御園駅 2.8 km （飛行場線や御園線という通称でも呼ばれた）

#### 未成線
- 宇治山田延伸線　24.9 km [54]
- 八日市鉄道：飛行場駅 - 永源寺駅 8.3 km （八日市鉄道時代の1935年6月18日免許失効）[54]

### 車両

#### 現有車両
- 電車
  - 800形・820形（元西武401系（2代））
  - 900形（2代目「あかね号」・元西武新101系）[55]
  - 100形（2代目・元西武新101系）
  - 300形（元・西武3000系）[37][38]
- 貨車
鉄道統計年報によると、2017年3月31日現在、無蓋車5両が在籍する。
  - ト50形
  - トム200形
  - チ1形
  - チ10形
  - ホキ10形

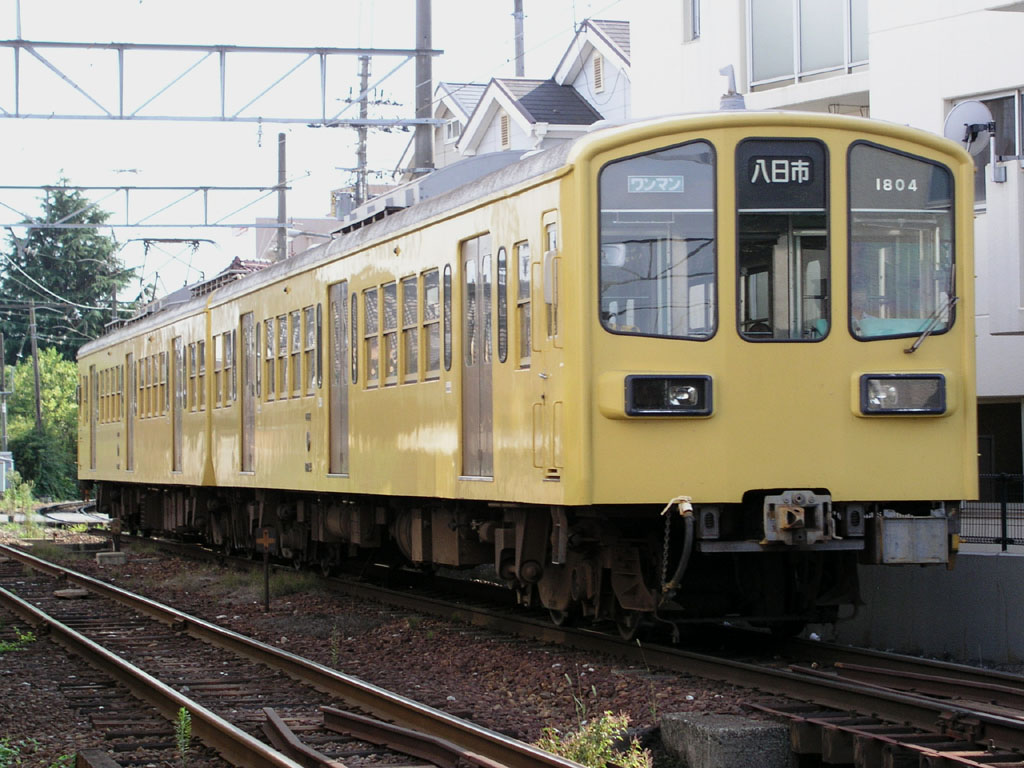
800形電車
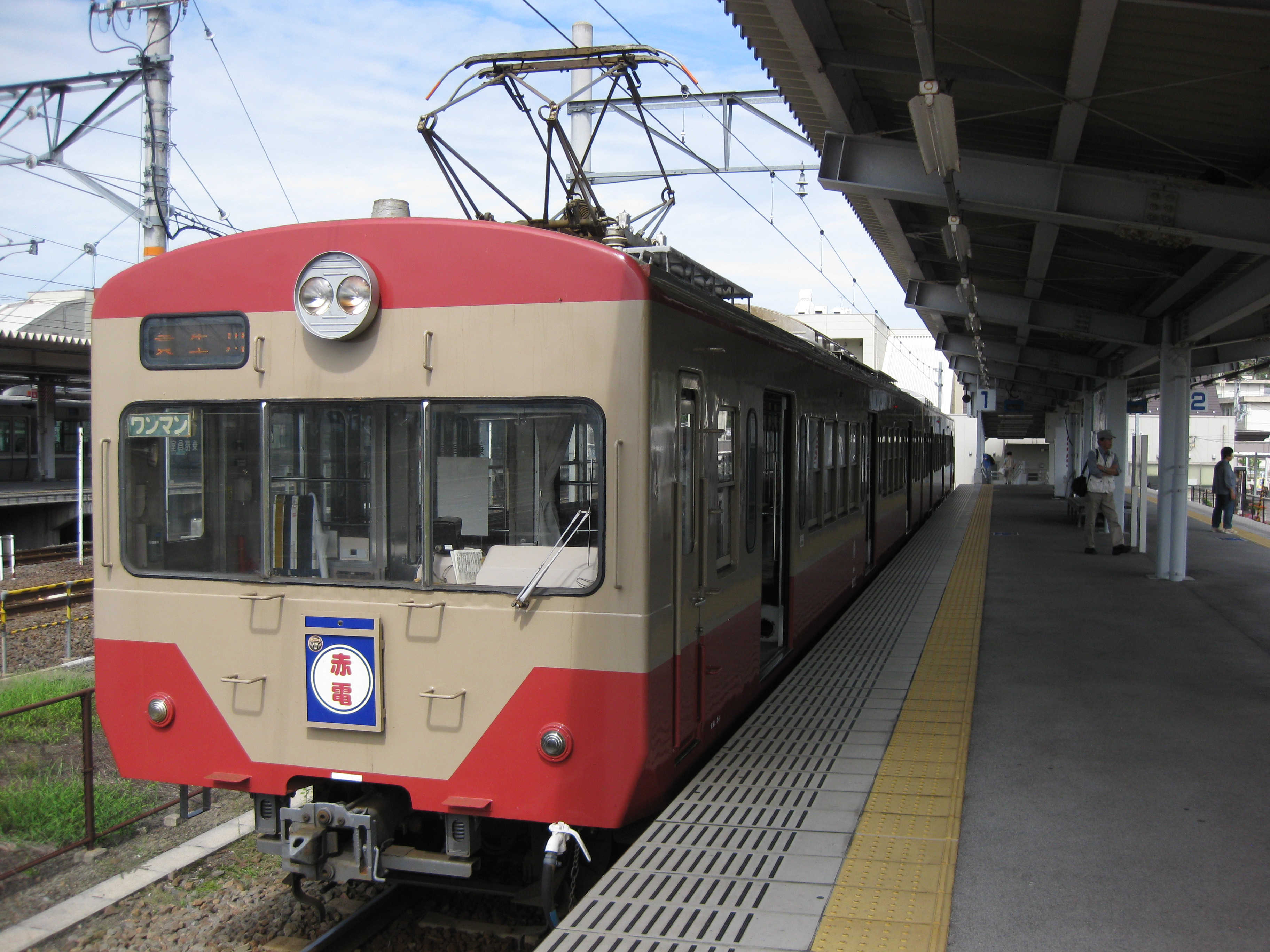
820形電車（赤電）
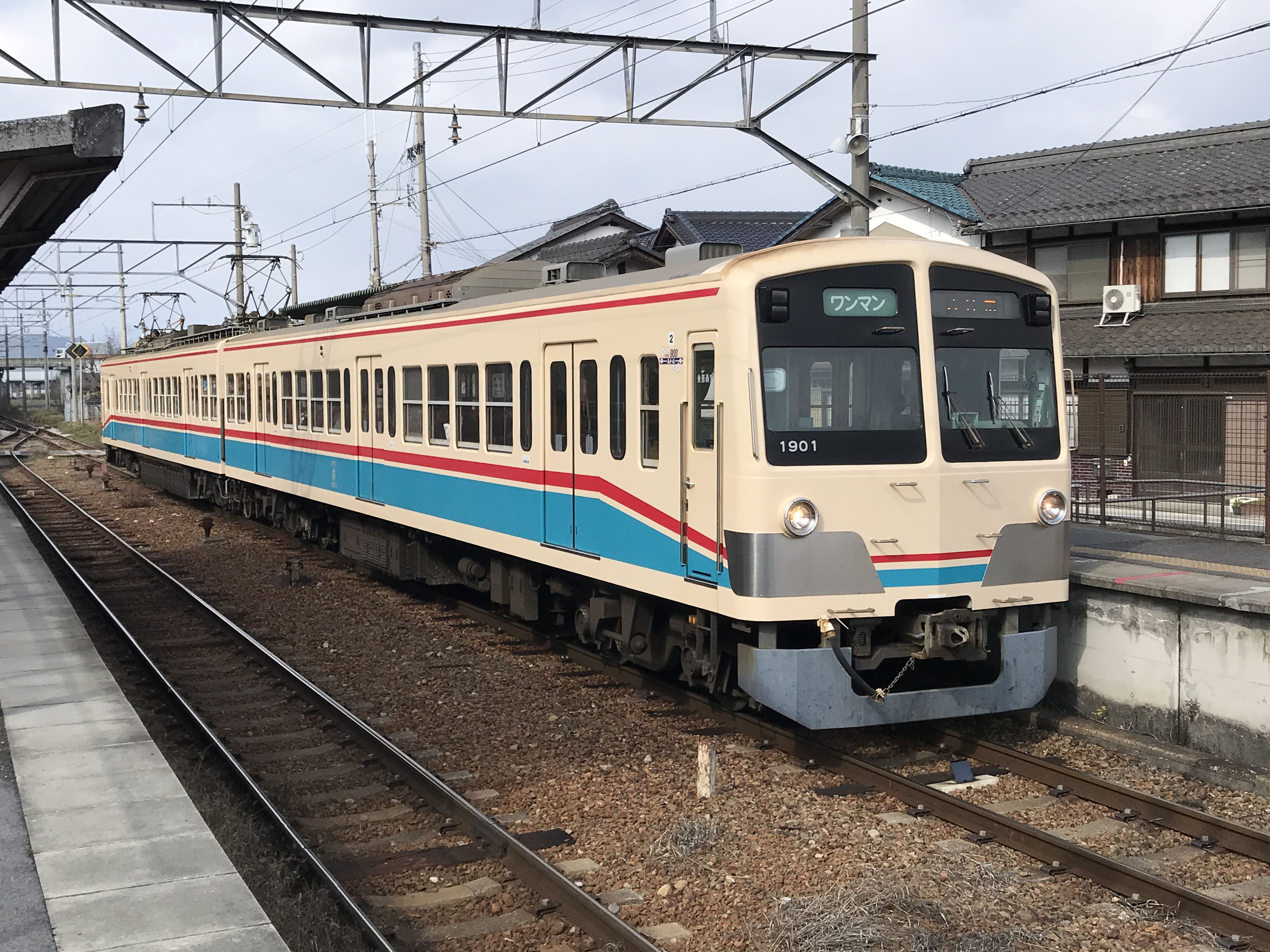
900形電車
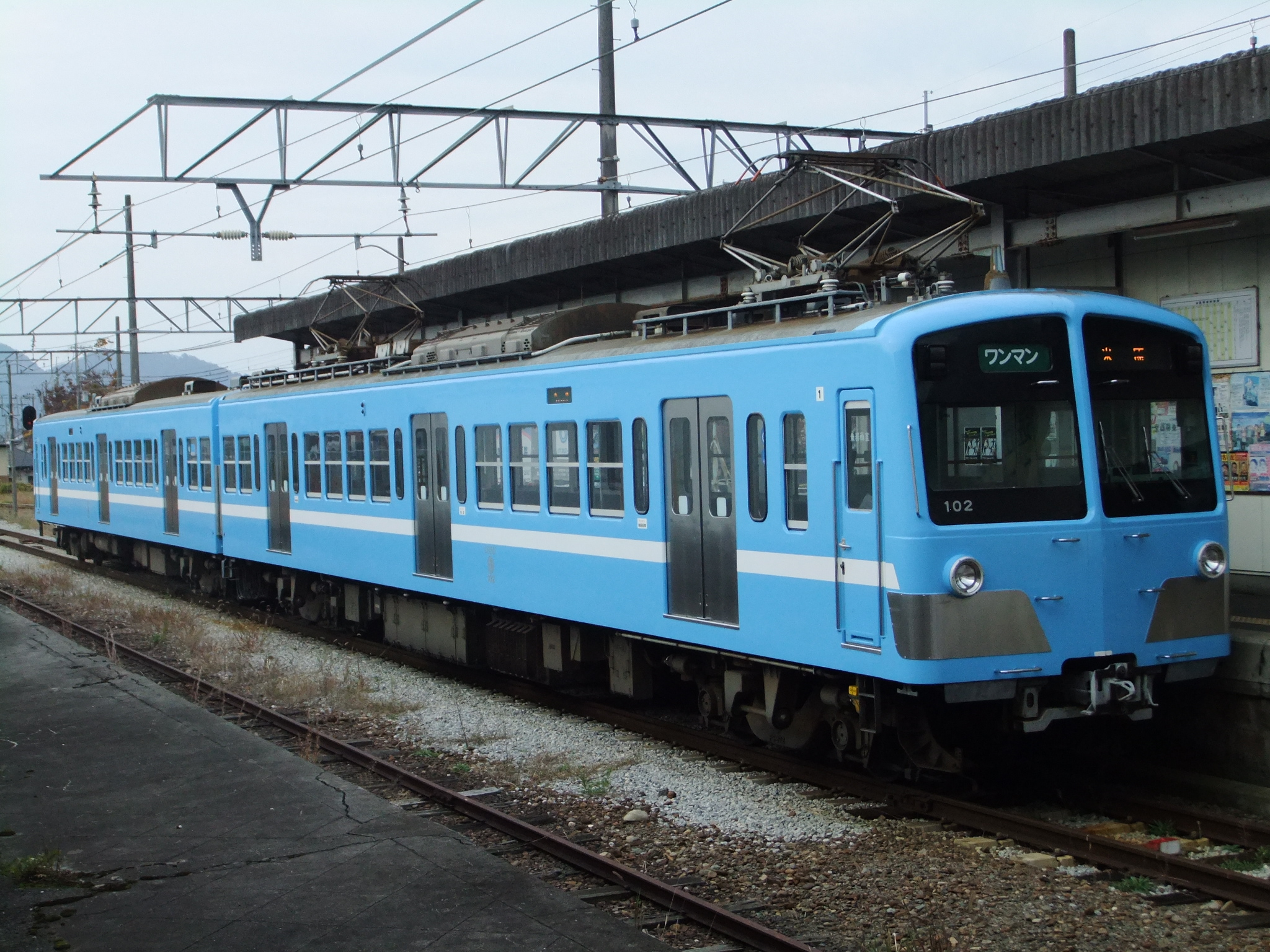
100形電車
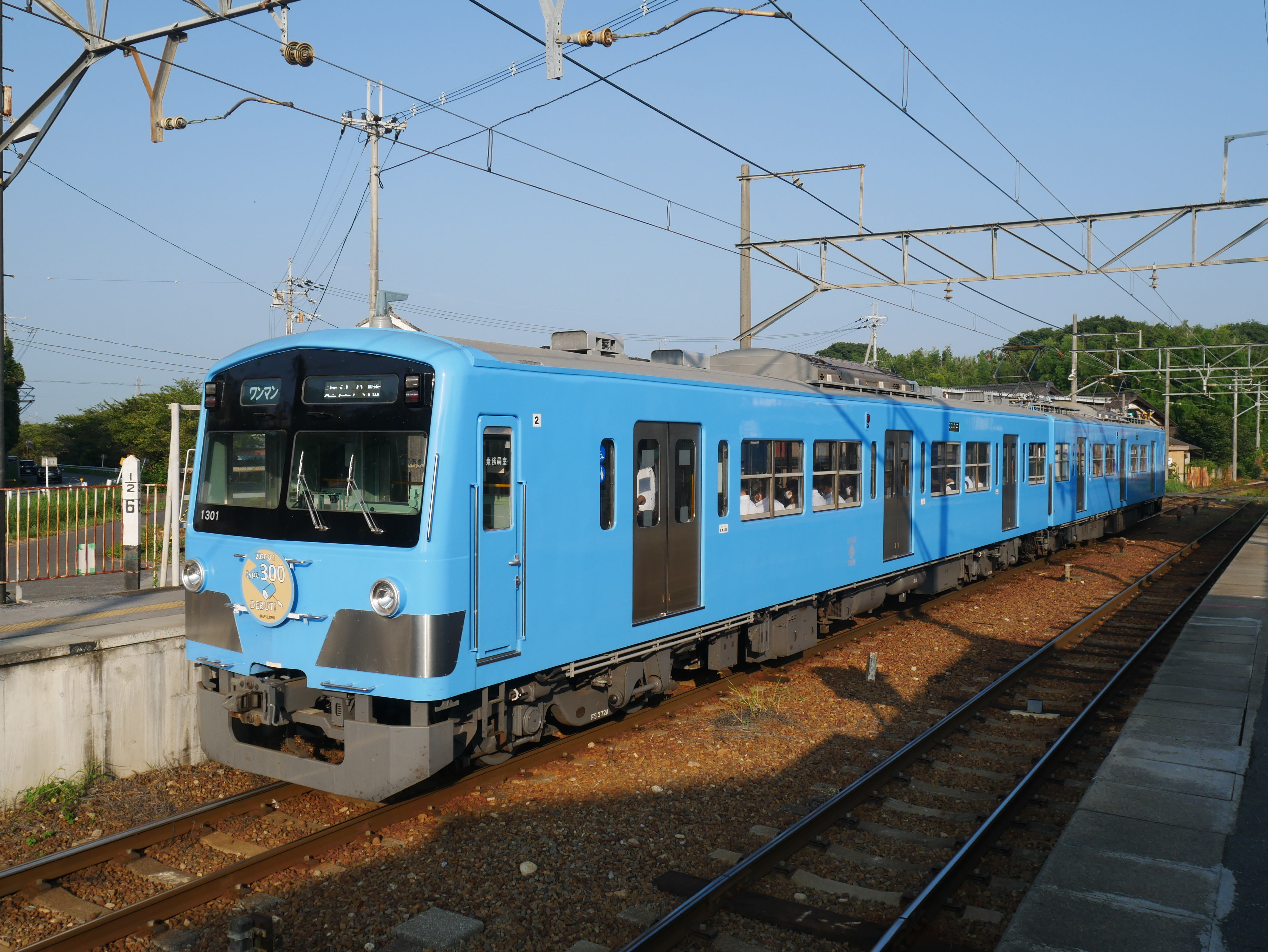
300形電車

#### 過去の車両
- 電車
  - 220形 - 2015年3月に定期運行を終了。その後も事業用として226号の1両のみが残存していたが、2024年3月末付けで廃車。ただし、車両自体は解体されておらず、ホキ10形などと連結した状態で彦根車両区に留置されている。
  - 700形（初代「あかね号」） - 2019年5月6日営業運転終了[55][56]。
  - 500形
  - モハ100形（初代）
  - モハ200形・クハ1200形
  - モハ203形
  - モユニ11形
  - モユニ10形
  - モハ135形・クハ1210形
  - モハ9形・クハ1208形
  - モハ1形・クハ1213形
  - モハ201形・クハ1201形
  - モハ131形・クハ1214形
  - モハ51形
  - デユワ101形（電動貨車）
  - デハ1形
  - 電1形
- 気動車
  - LE10形 （LE11 - LE15）
- 蒸気機関車
  - 甲1型（No.1, No.2）
  - 乙2型（No.3, No.4）
  - 丙型（2代目No.5, No.6, No.7）
  - 乙型（No.8, No.9）
  - 1060型（No.1060）
  - 1型（2代目No.2）
  - 型式不明（No.5, 2代目No.1）
- 電気機関車
  - ED4000形（ED4001）- 東武博物館へ譲渡され静態保存。
  - ED22形（ED221）
  - ED28形（ED281）
  - ED14形（ED141・ED142・ED143・ED144）
  - ロコ1100形（ロコ1101）
  - ED31形（保存車:ED313・ED314, 解体:ED311・ED312・ED315, 譲渡ED316）
- ディーゼル機関車
  - DD13形（DD13 104）
  - DD45形（DD451）
  - D35形（D340）
- 貨車
  - ワ34形
  - ワ100形
  - ワフ1形
  - セキ1形 - 国鉄セキ3000形貨車の同型車で形式も石炭車を表す「セキ」と名乗っていたが、石炭車ではなく砕石輸送用として使われていた。運用終了後、一部が国見山石灰鉱業（三重県南伊勢町）に売却され、同社専用線で2001年頃まで使用された。

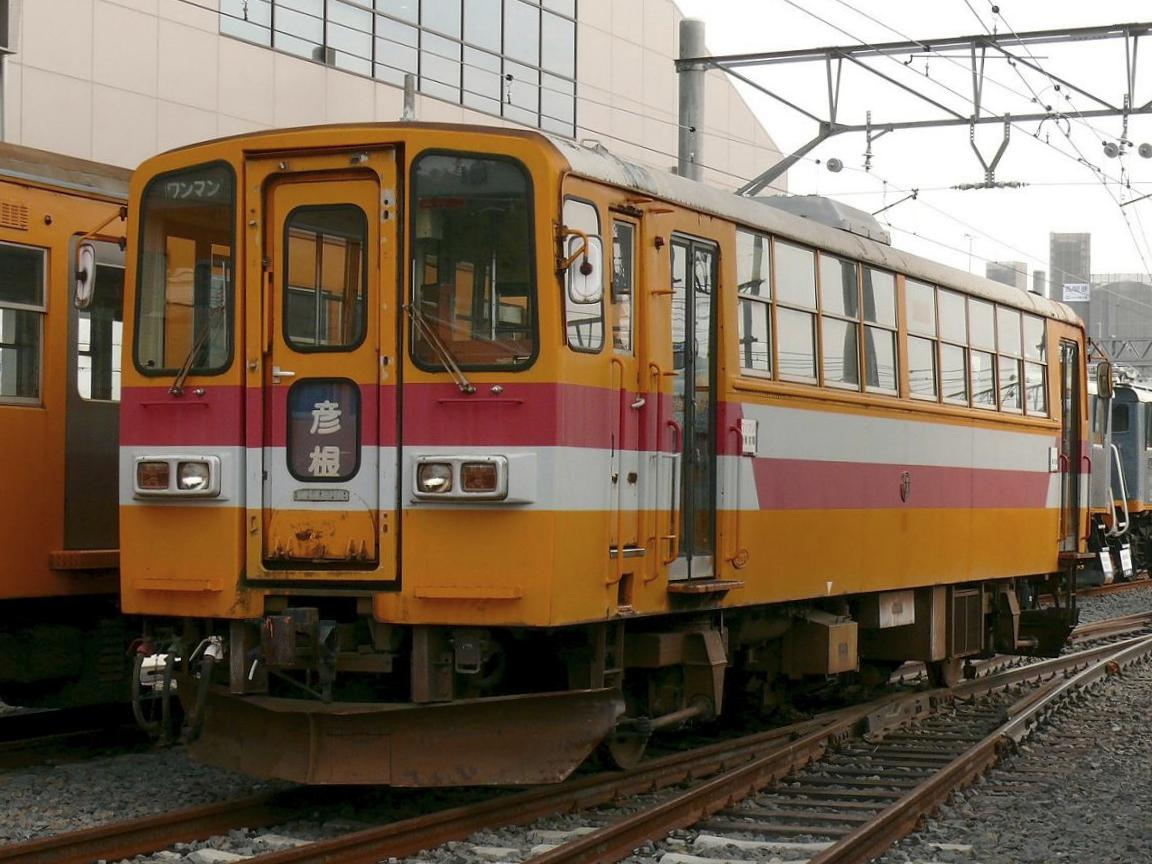
LE10形気動車
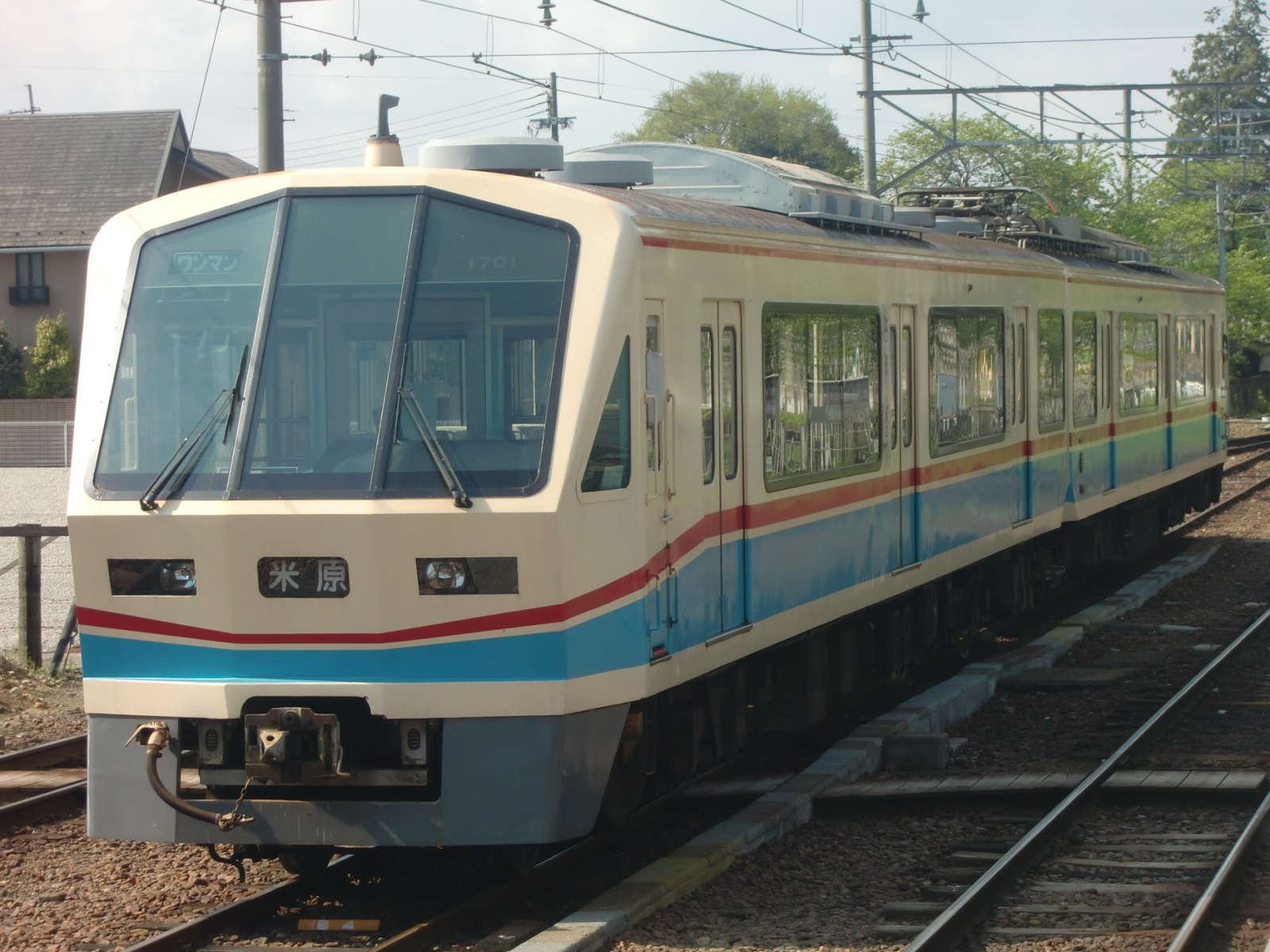
700系電車「あかね号」

#### 導入予定車両
- 電車
  - 200形（元西武2000系）

#### 特記事項
自社の彦根工場は創業以来の長い歴史があり、全般検査や改造は自社で行うほか、オリジナルな車体の新規製作・中古車体の延長工事などを行った実績も多い。
2012年時点で旅客営業に使用されている車両の多くが西武鉄道からの譲渡車であった。例として220形や700系など、彦根工場での大がかりな改造を受け、原型を留めていないものも多く見られる。
路線にカーブが多く、車両の建築限界は大手私鉄に比べるとやや小さい。西武鉄道から購入した20 m車体の401系を自社改造のうえ700系・800系・820系として導入した際には、ホーム等の建築限界に接触する関係上、車体下部の四隅を三角形に切り取る簡易な「面取り」改造で限界抵触に対処するというユニークな手段を用いた。
現存する電車で最も古いものは、1898年（明治31年）の創業当時の客車を改造したことになっている。もし本当ならば車齢100年以上であるが、実際には改造車という名目で車籍のみを流用し、他社からの中古車両にそっくり入れ替え（すり替え）てきたものである。したがって、現在保有する電車は実際には創業時の客車とは何の関係もなく、書類上のみの「日本最古の現役車両」である。近江鉄道ではこの「入れ替え」措置が数度に及ぶ車両（車籍）もあり、中途での部分大改造や、車庫での火災焼失などによる記録の喪失などの混乱とも併せて入れ替え実態が不明瞭な車籍も多く、鉄道車両版の「テセウスの船」と化した車籍が極度に多いことから、鉄道車両史研究者の興味深い研究対象となっている。
私鉄では数少なくなった電気機関車を2011年時点で保有していた。全盛期は入れ換え用も含め12両が在籍した。1988年3月12日を最後に貨物列車が廃止されたため、用途が激減したにもかかわらず、解体処分されることなく大部分の車両が彦根車庫に休車状態で留置され、一部の車両は工事列車や除雪・入れ換え作業を中心に使用された。イベントでは旅客列車に使用されたこともあるが、客車は在籍していなかったため、「パンタグラフを下ろした電車」を客車に見立てて牽引したほか、ED14を2機使用してプッシュプル運転を行った実績もある。しかしどの機関車も車齢が80年を超え老朽化が進んでいることや、ATSの装備や予備部品の確保が困難な点などから、現在工事列車の任は220形電車に役目を譲っている。現在では一部の車両が車籍を持つものの、本線運転は困難な状況にあることから、イベント等で構内・側線を移動する程度に留まっていたなど、事実上の動態保存機に近い状態であった。これらの機関車は保存の要望が強く、ED4001は東武博物館へ譲渡され、その他の機関車も当時彦根駅に隣接して設置されていた近江鉄道ミュージアムに保管されていた。また本社のホームページでも電気機関車に関する専用ページが用意され、保存をアピールしていたが、2017年末にED31の3機が解体され、今後も順次解体していく方針であると発表した。
2004年頃までは彦根駅構内の片隅に使われなくなった車両の残骸が大量に放置されていたが、彦根駅の再開発により一部の車両を残して解体処分された。前述の電気機関車のほか、ディーゼル機関車、レールバス、貨車、果てには郵便電車や木造電車までもが留置されていた。このうち電気機関車とレールバス1両、一部の貨車が処分を免れ保存された。その間保存が決定していた車両は一部をのぞき高宮駅の側線へ疎開していた。

### フリーきっぷなど
1デイ・スマイルチケット
近江鉄道全線が1日乗り降り自由になる乗車券。発売および利用可能日は年末年始を除く金曜・土曜・日曜・祝日。2013年4月から「S・Sフリーきっぷ」に代わって発売が開始された。前身のS・Sフリーきっぷに比べ、金曜日も利用可能となり、発売額（大人）が550円から800円に値上げされた。2014年4月1日からは820円に値上げされ、2015年4月1日からは880円に、2019年10月1日からは900円に値上げされている。
S・Sフリーきっぷの「SS」という名称は、当初第2土曜のみ利用可能だった時の名残で（セカンド・サタデー）、利用可能日の拡大に伴って「サービス・サタデー（第2・第4土曜）」「すべての・サタデー（毎週土曜）」「サタデー・サンデー（日曜に拡大）」と語呂合わせが変更された。当時は利用者が大きく減少する週末の利用喚起のために発売された。
2024年4月19日からモビリティプラットフォーム「RYDE PASS」上でモバイル乗車券としても発売を開始した。
ウォーキング・ハイキングフリーきっぷ
近江鉄道全線が1日乗り降り自由になる乗車券。「S・Sフリーきっぷ」と違って平日でも利用できるが、購入できる時間に制限があり、また購入時に申込書が必要となる。2013年3月31日で発売を終了した。
米原乗り継ぎ往復きっぷ
八日市駅以南から近江鉄道を利用して米原駅で東海道新幹線などに乗り継ぐ際に利用できる往復乗車券。米原駅から八日市駅以南とを往復する際にも利用できる。有効期間は発売日より3日間。
びわこ京阪奈線フリーキップ
近江鉄道全線と信楽高原鐵道信楽線が土曜・休日に1日乗り降り自由となる乗車券。毎年度発売。大人1050円、子供530円。モビリティプラットフォーム「RYDE PASS」上でモバイル乗車券としても発売されている。
お〜み満喫パス
近江鉄道全線と近江鉄道バス・湖国バス全線（定期観光バス・期間限定路線除く）が1日乗り降り自由、また八幡山ロープウェーが1往復無料になる乗車券。2000円で販売。
このほか、JR西日本の「関西1デイパス」（秋季のみ）、東海旅客鉄道（JR東海）の「JR東海&16私鉄 乗り鉄☆たびきっぷ」で近江鉄道全線が乗り降り自由となる。いずれも近江鉄道では販売しないが、前者はJR米原駅在来線のみどりの券売機で、後者は同駅の新幹線のきっぷうりばで購入することができる。

### 輸送・収支実績
| 年度別実績 | 年度別実績           | 年度別実績                | 年度別実績           | 年度別実績             | 年度別実績           |
| 年度       | 旅客輸送人員（千人） | 一日1Km平均通過人員（人） | 貨物輸送数量（トン） | 鉄道業営業収入（千円） | 鉄道業営業費（千円） |
| ---------- | -------------------- | ------------------------- | -------------------- | ---------------------- | -------------------- |
| 1979       | 6,246                |                           | 781,642              | 1,590,156              | 1,497,665            |
| 1982       | 5,235                | 1,947                     | 542,414              | 1,517,747              | 1,554,135            |
| 1984       | 4,785                | 1,827                     | 405,480              | 1,316,958              | 1,429,120            |
| 1985       | 4,644                | 1,783                     | 345,081              | 1,228,853              | 1,483,054            |
| 1986       | 4,459                | 1,719                     | 106,911              | 1,075,543              | 1,357,285            |
| 1987       | 4,329                | 1,693                     | 80,388               | 1,031,014              | 1,453,288            |
| 1988       | 4,182                | 1,654                     | 1,659                | 965,117                | 872,423              |
| 1989       | 4,205                | 1,661                     |                      | 966,007                | 890,633              |
| 1990       | 4,373                | 1,721                     |                      | 1,016,469              | 945,966              |
| 1991       | 4,551                | 1,797                     |                      | 1,068,028              | 996,089              |
| 1992       | 4,581                | 1,802                     |                      | 1,078,955              | 1,047,382            |
| 1993       | 4,605                | 1,810                     |                      | 1,088,710              | 1,088,059            |
| 1994       | 4,645                | 1,838                     |                      | 1,104,987              | 1,107,239            |
| 1995       | 4,846                | 1,889                     |                      | 1,144,979              | 1,148,140            |
| 1996       | 4,628                | 1,819                     |                      | 1,104,016              | 1,181,249            |
| 1997       | 4,297                | 1,690                     |                      | 1,040,859              | 1,130,783            |
| 1998       | 4,193                | 1,630                     |                      | 1,019,199              | 1,101,429            |
| 1999       | 4,059                | 1,561                     |                      | 994,061                | 1,117,527            |
| 2000       | 4,017                | 1,564                     |                      | 986,568                | 1,077,439            |
| 2001       | 3,831                | 1,500                     |                      | 959,184                | 1,060,059            |
| 2002       | 3,721                | 1,455                     |                      | 910,642                | 1,029,116            |
| 2003       | 3,715                | 1,420                     |                      | 919,632                | 1,063,748            |
| 2004       | 3,799                | 1,469                     |                      | 895,290                | 1,046,163            |
| 2005       |                      |                           |                      |                        |                      |
| 2006       |                      |                           |                      |                        |                      |
| 2007       |                      |                           |                      |                        |                      |
| 2008       |                      |                           |                      |                        |                      |
| 2009       |                      |                           |                      |                        |                      |
| 2010       |                      |                           |                      |                        |                      |
| 2011       |                      |                           |                      |                        |                      |
| 2012       | 4,565                | 1,847                     |                      | 1,061,532              | 1,315,507            |
| 2013       | 4,508                | 1,789                     |                      | 1,059,501              | 1,301,418            |
| 2014       | 4,470                | 1,762                     |                      | 1,038,465              | 1,289,672            |
| 2015       | 4,580                | 1,783                     |                      | 1,115,841              | 1,391,574            |
| 2016       | 4,695                | 1,865                     |                      | 1,158,037              | 1,476,453            |
| 2017       | 4,794                | 1,902                     |                      | 1,131,678              | 1,486,055            |
| 2018       | 4,828                | 1,852                     |                      | 1,132,077              | 1,510,218            |
| 2019       | 4,747                | 1,786                     |                      | 1,061,611              | 1,561,622            |
| 2020       | 3,693                | 1,371                     |                      | 801,440                | 1,610,746            |

- 民鉄主要統計『年鑑世界の鉄道』1983年、朝日新聞社、『年鑑日本の鉄道』1985、1987-2007年、鉄道ジャーナル社、鉄道統計年報（国土交通省鉄道局監修）

#### 輸送収支実績（戦前）
| 年度別実績 | 年度別実績     | 年度別実績     | 年度別実績     | 年度別実績   | 年度別実績     | 年度別実績                                   | 年度別実績                           | 年度別実績     |
| 年度       | 輸送人員（人） | 貨物量（トン） | 営業収入（円） | 営業費（円） | 営業益金（円） | その他益金（円）                             | その他損金（円）                     | 支払利子（円） |
| ---------- | -------------- | -------------- | -------------- | ------------ | -------------- | -------------------------------------------- | ------------------------------------ | -------------- |
| 1898       | 213,036        | 6,406          | 24,181         | 21,133       | 3,048          |                                              |                                      |                |
| 1899       | 433,259        | 17,183         | 39,634         | 26,605       | 13,029         |                                              |                                      |                |
| 1900       | 550,403        | 21,437         | 68,817         | 51,370       | 17,447         |                                              |                                      |                |
| 1901       | 593,643        | 34,088         | 101,330        | 62,852       | 38,478         |                                              |                                      |                |
| 1902       | 623,168        | 42,380         | 103,028        | 63,363       | 39,665         |                                              |                                      |                |
| 1903       | 628,434        | 46,648         | 103,711        | 64,437       | 39,274         |                                              |                                      |                |
| 1904       | 492,735        | 60,908         | 95,607         | 65,001       | 30,606         |                                              |                                      |                |
| 1905       | 465,175        | 52,839         | 99,773         | 70,608       | 29,165         |                                              |                                      |                |
| 1906       | 464,921        | 37,688         | 100,069        | 75,294       | 24,775         |                                              |                                      |                |
| 1907       | 318,168        | 34,617         | 115,171        | 75,394       | 39,777         |                                              |                                      |                |
| 1908       | 561,033        | 57,760         | 111,959        | 81,075       | 30,884         |                                              | 社債償却金20,000                     | 6,403          |
| 1909       | 619,025        | 58,370         | 110,547        | 78,463       | 32,084         |                                              | 償却17,000                           | 8,529          |
| 1910       | 666,266        | 74,457         | 122,269        | 78,590       | 43,679         |                                              | 借入金償却金48,000                   | 5,035          |
| 1911       | 681,172        | 63,941         | 138,819        | 82,563       | 56,256         |                                              | 借入金償却金7,000                    | 1,262          |
| 1912       | 663,200        | 67,504         | 141,932        | 86,584       | 55,348         | 社債償却金繰入20,000 火災保険金1,000         | 火災損失焼失21,354 風水害損失償却112 |                |
| 1913       | 602,139        | 69,770         | 147,781        | 83,857       | 63,924         | 社債償却金繰入6,500                          | 機関車売却損金10,003                 | 4,049          |
| 1914       | 618,509        | 66,519         | 147,507        | 84,519       | 62,988         |                                              |                                      | 7,058          |
| 1915       | 588,529        | 68,628         | 146,575        | 78,041       | 68,534         |                                              | 社債償却2,000                        | 8,678          |
| 1916       | 591,911        | 69,273         | 146,601        | 77,344       | 69,257         |                                              |                                      | 6,197          |
| 1917       | 712,513        | 79,169         | 179,496        | 98,166       | 81,330         | 社債償却金繰入3,500 社債償却準備金繰入16,000 | 土地売却差損金3,799 社債償却金21,000 | 5,600          |
| 1918       | 755,832        | 82,939         | 203,355        | 126,100      | 77,255         | 準備金繰入1,000                              | 社債償却金5,000                      | 4,611          |
| 1919       | 928,002        | 92,931         | 271,054        | 161,199      | 109,855        |                                              |                                      | 3,020          |
| 1920       | 1,011,881      | 86,539         | 322,440        | 200,178      | 122,262        |                                              | 社債償却金13,000                     | 1,241          |
| 1921       | 1,243,179      | 91,664         | 368,175        | 211,532      | 156,643        |                                              |                                      |                |
| 1922       | 1,452,781      | 96,893         | 385,648        | 219,419      | 166,229        |                                              |                                      |                |
| 1923       | 1,564,753      | 99,195         | 419,888        | 232,160      | 187,728        | 積立金繰入45,000                             | 記念品その他45,501                   |                |
| 1924       | 1,654,417      | 97,419         | 416,244        | 225,621      | 190,623        |                                              | 償却金1,495                          |                |
| 1925       | 1,724,191      | 97,217         | 426,544        | 238,223      | 188,321        |                                              | 償却金2,913                          | 209            |
| 1926       | 1,836,939      | 106,673        | 434,205        | 240,413      | 193,792        |                                              | 自動車償却金22,739                   | 6,720          |
| 1927       | 1,928,249      | 114,013        | 438,721        | 250,651      | 188,070        |                                              |                                      | 21,439         |
| 1928       | 2,182,314      | 110,813        | 500,915        | 306,406      | 194,509        |                                              | 雑損1,915                            | 86,687         |
| 1929       | 2,245,238      | 108,199        | 505,820        | 276,414      | 229,406        |                                              | 償却金2,229                          | 88,434         |
| 1930       | 2,136,295      | 94,790         | 457,236        | 259,680      | 197,556        |                                              | 自動車業1,032償却金3,796             | 79,884         |
| 1931       | 2,272,111      | 105,320        | 475,523        | 277,647      | 197,876        | 自動車業155                                  | 償却金8,361                          | 119,124        |
| 1932       | 2,214,804      | 116,525        | 438,097        | 237,604      | 200,493        |                                              | 自動車3,293償却金2,229               | 126,010        |
| 1933       | 2,336,855      | 95,293         | 451,780        | 224,939      | 226,841        |                                              | 自動車6,937償却金42,229              | 118,466        |
| 1934       | 2,314,915      | 93,572         | 457,143        | 234,265      | 222,878        |                                              | 自動車業8,718償却金46,720            | 99,073         |
| 1935       | 2,302,027      | 85,580         | 450,250        | 243,073      | 207,177        |                                              | 自動車業10,651償却金33,640           | 92,859         |
| 1936       | 2,395,291      | 90,639         | 473,020        | 249,648      | 223,372        |                                              | 自動車業9,622償却金23,640            | 94,092         |
| 1937       | 2,559,101      | 87,287         | 493,916        | 278,414      | 215,502        |                                              | 自動車業3,625償却金23,640            | 143,328        |
| 1939       | 3,108,063      | 101,131        |                |              |                |                                              |                                      |                |
| 1941       | 4,068,674      | 127,012        |                |              |                |                                              |                                      |                |
| 1945       | 8,858,331      | 146,198        |                |              |                |                                              |                                      |                |

- 鉄道局年報、鉄道院年報、鉄道院鉄道統計資料、鉄道省鉄道統計資料、鉄道統計資料、鉄道統計、国有鉄道陸運統計各年度版より

## バス事業
滋賀県南部から東部にかけての広いエリアでバス事業を展開している。詳しくは「近江鉄道バス」を参照。県北部では子会社の湖国バス株式会社がバス事業を展開している。

## 観光事業
現在、近江鉄道が関わる観光事業は最盛期より縮小されている。

### 現在
- ロープウェイ
  - 八幡山ロープウェー（1962年11月 - ）
- ドライブイン・レストラン
  - レストラン賤ヶ岳（賤ヶ岳サービスエリア下り線、1986年11月 - ）
- その他
滋賀県道路公社からの道路管理委託[要出典]
  - 奥琵琶湖パークウェイ
  - 日野水口有料道路
  - 途中トンネル
  - 琵琶湖大橋

### 過去
- 宿泊施設
  - ザ・プリンス 京都宝ヶ池（旧・京都宝ヶ池プリンスホテル、1986年 - 時期不明） - プリンスホテル直営[74]
  - びわ湖大津プリンスホテル（旧・大津プリンスホテル、1989年4月 - 2016年4月に名称変更） - 同上
  - 彦根プリンスホテル（1981年7月 - 2008年2月29日）
    - 株式会社クリアックス／スタディー（東京）に売却され、2009年3月から格安ホテルチェーン「伊東園ホテルグループ」のひとつ「彦根ビューホテル」として営業していた。その後、「彦根ビューホテル」は2021年に閉館し、2023年8月にホテルニューアワジによって「蒼（あお）の湖邸 BIWAFRONT HIKONE（ビワフロント彦根）」が開業することになった[75]。

  - 国民宿舎かもしか荘（1969年3月 - 時期不明）
  - 国民宿舎もみじ荘（1973年 - 1993年）
  - 国民宿舎金剛輪寺荘（1980年 - 1993年3月）
  - 国民宿舎余呉湖荘（1985年 - 2009年3月）
  - 九頭竜温泉ホテルフレアール和泉（2001年5月 - 2008年1月11日） - 2008年に会社分割して設立した福井和泉リゾートが運営[76]。
- キャンプ場
  - 白ひげ浜水泳キャンプ場（1979年7月 - 時期不明）
  - 鈴鹿キャンプ場
  - 余呉湖キャンプ場
- ロープウェイ・リフト
  - 賤ヶ岳リフト（1959年8月 - 2019年6月20日[77]） - 2018年に土砂崩れで運休[78]。翌年の2019年に奥伊吹観光へ譲渡[79]。
  - 伊吹山ゴンドラ（1988年12月 - 2005年10月）
- ドライブイン・レストラン
  - 奥琵琶湖ドライブイン（1974年4月 - 2007年9月30日）
  - 奥琵琶湖樹木園レストラン（1973年5月 - 2006年4月30日）
- ボウリング場
  - 近江ボウル（1969年10月に近江ボウル大津営業開始。以後近江ボウル彦根・近江ボウル石山・近江ボウル長浜・近江ボウルプラザ・近江ボウルあどがわも開業したが、2007年9月30日までにすべて閉鎖）
- スケートリンク
  - 彦根スケートリンク（1985年10月 - 2000年3月）
- スキー場
  - 伊吹山スキー場 - 2005年に運営から撤退。
  - 箱館山スキー場（1962年1月 - 2007年12月7日） - 現在はマックアースが運営[80]。
  - 国境スキー場（1965年12月 - 2008年1月7日） - 同上
  - 福井和泉スキー場（1990年1月 - 2008年1月11日） - 2008年に会社分割して設立した福井和泉リゾートが運営[76]。

## その他事業
- 不動産事業
  - 宅地分譲（八日市・京都市東福寺・彦根市下後三条・彦根ニュータウン・南草津ニュータウン）
  - 石山駅前近江鉄道ビル（1997年10月 - ）
  - cocottoHIKONE（旧・フレスポ彦根、2003年6月 - ）
  - 彦根駅東口近江鉄道ビル（2010年3月 - ）
  - 彦根駅前駐車場、月極駐車場
  - 観光レンタサイクル近江
- 近江鉄道広告センター
- 真野自動車教習所
  - 2008年3月まで株式会社真野自動車教習所。
- 公園管理委託
  - 近江富士花緑公園
  - びわこ文化公園
  - 都市公園湖岸緑地
- 小規模保育園ほほえみ園（2011年7月1日 - ）

このほか、愛荘町にある堤康次郎生家の維持管理を行っている。

## マスコットキャラクター
2014年3月8日、開業100周年の記念イベントでマスコットキャラクター「駅長がちゃこん」がお披露目された。駅長服を着た、ふわふわなしっぽを持つ狐の姿をしている。
また、2021年2月3日には創立125周年を記念し、ステーションメモリーズ!に登場する、900形をモチーフとしたキャラクター・八日市ゆかりが公認キャラクターに就任したほか、同年2月19日からはコラボレーションイベントが開催される。

## 主なグループ会社
- 近江タクシー株式会社

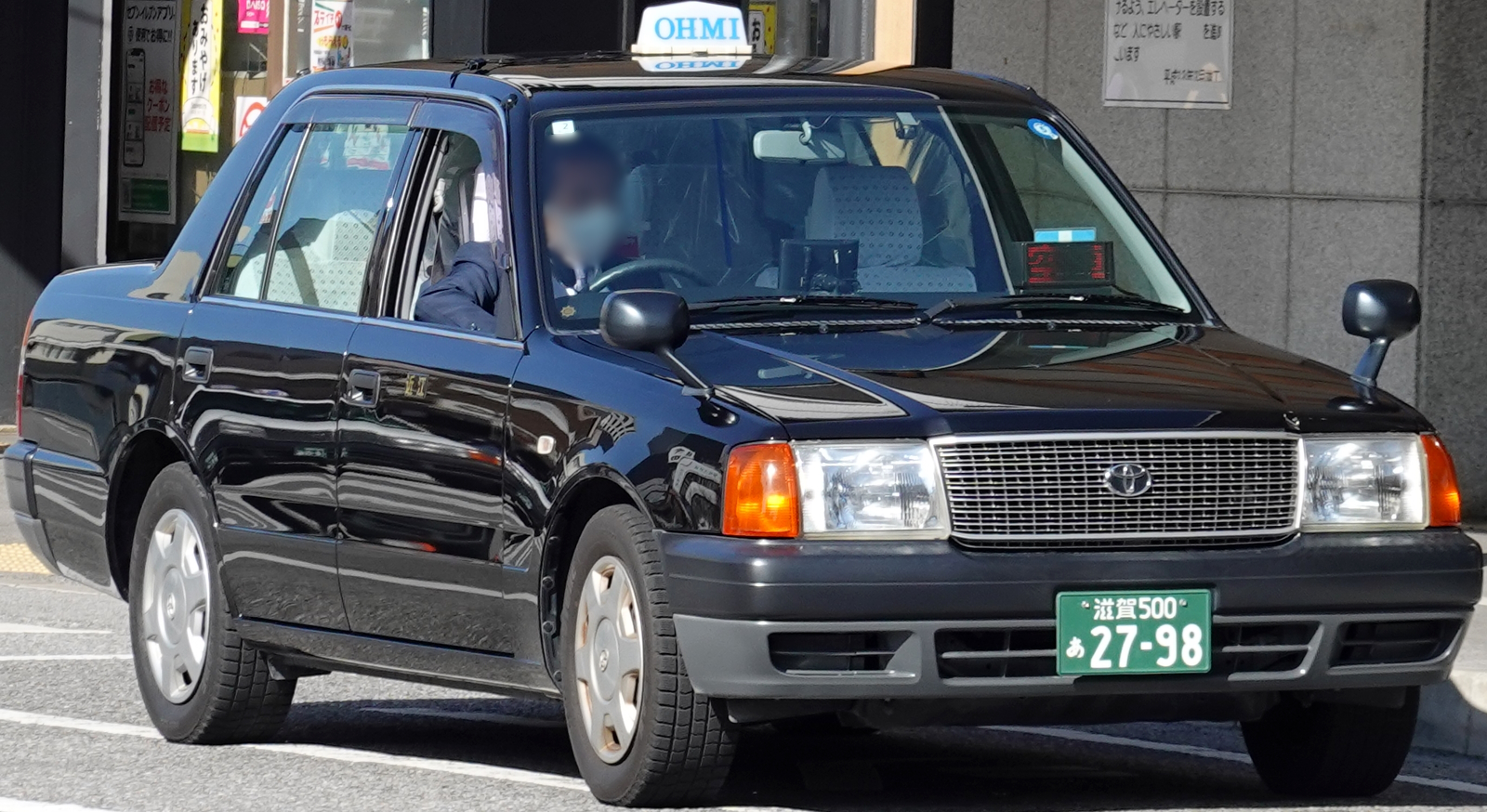
近江タクシー

  - 2009年1月に株式会社近江タクシー大津・草津近江タクシー株式会社・株式会社近江タクシー守山・株式会社近江タクシー湖東・彦根近江タクシー株式会社・株式会社近江タクシー湖北が合併。
- 近江トラベル株式会社
- 湖国バス株式会社
- 土山ハイウェイサービス

### かつて存在した主なグループ会社
- 新近江鉄道タクシー
  - 2008年10月、大阪近江鉄道タクシーと合併。
- オーミマリン
  - 2009年4月、近江トラベルと合併。
- 大阪近江鉄道タクシー

## その他の出資会社
びわ湖放送の大口株主であり、1979年以後BBCライオンズアワー（2010年代に「BBCプロ野球中継 ライオンズアワー」へ改題）として西武ライオンズ（現在の埼玉西武ライオンズ）の試合を放送している。